# Geovanny Caicedo
Geovanny Caicedo (28 de marzo de 1981, Esmeraldas, Ecuador) es un exfutbolista ecuatoriano. Jugaba de defensa central, y su último equipo fue Fuerza Amarilla de la Serie A de Ecuador.

## Clubes
| Club             | País    | Año         |
| ---------------- | ------- | ----------- |
| Huracán          | Ecuador | 2000        |
| Irapuato         | México  | 2001        |
| Tigrillos        | México  | 2002        |
| Barcelona SC     | Ecuador | 2003-2006   |
| Emelec           | Ecuador | 2007        |
| El Nacional      | Ecuador | 2008        |
| Deportivo Quito  | Ecuador | 2009-2010   |
| Liga de Quito    | Ecuador | 2011        |
| Toronto FC       | Canadá  | 2012        |
| Deportivo Cuenca | Ecuador | 2012        |
| Deportivo Quito  | Ecuador | 2013-2014   |
| El Nacional      | Ecuador | 2014-2015   |
| River Ecuador    | Ecuador | 2016        |
| Fuerza Amarilla  | Ecuador | 2017 - 2018 |

## Palmarés
| Título             | Club            | País    | Año  |
| ------------------ | --------------- | ------- | ---- |
| Serie A de Ecuador | Deportivo Quito | Ecuador | 2009 |